# 佐々木志賀二

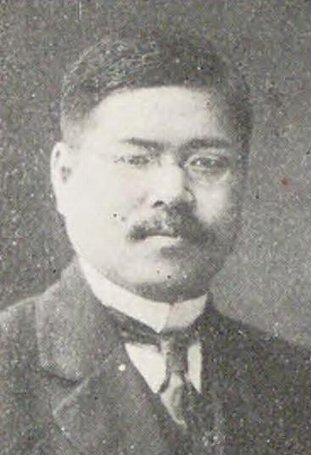
佐々木志賀二

佐々木 志賀二（ささき しがじ、1882年（明治15年）2月15日 – 1934年（昭和9年）9月18日）は、明治末から昭和初期の朝鮮総督府官僚、地主、政治家。衆議院議員（立憲政友会）、貴族院多額納税者議員。

## 経歴
岡山県和気郡和気町の長谷川家に生まれ、佐々木孚一郎の養子となった。1909年（明治42年）、東京帝国大学法科大学政治学科を卒業した。統監府理事庁属、朝鮮総督府中枢院属兼朝鮮総督府属、朝鮮総督府試補、朝鮮総督府道事務官となり、忠清北道財務部長、同第二部長、全羅北道第二部長、京畿道第二部長を歴任した。
1920年（大正9年）第14回衆議院議員総選挙に出馬し、当選を果たした。1925年（大正14年）には岡山県多額納税者として貴族院多額納税者議員に互選され、同年9月29日に就任し、研究会に所属し1932年（昭和7年）9月28日まで1期在任した。
その他に白菊酒造株式会社取締役を務めた。また地主であったが、佐々木家小作人殖産組合を創設して小作問題に取り組んだ。